# Liste der Biografien/Vam
Liste der Biografien |
Portal Biografien |
Personensuche
# |
A |
B |
C |
D |
E |
F |
G |
H |
I |
J |
K |
L |
M |
N |
O |
P |
Q |
R |
S |
T |
U |
V |
W |
X |
Y |
Z |
?
 
Va |
Ve |
Vh |
Vi |
Vj |
Vl |
Vn |
Vo |
Vr |
Vs |
Vt |
Vu |
Vy
 
Vaa |
Vab |
Vac |
Vad |
Vae |
Vaf |
Vag |
Vah |
Vai |
Vaj |
Vak |
Val |
Vam |
Van |
Vap |
Vaq |
Var |
Vas |
Vat |
Vau |
Vav |
Vaw |
Vax |
Vay |
Vaz
Die Liste der Biografien führt alle Personen auf, die in der deutschsprachigen Wikipedia einen Artikel haben. Dieses ist eine Teilliste mit 17 Einträgen von Personen, deren Namen mit den Buchstaben „Vam“ beginnt.

## Vam

### Vama
- Vamanu, Laurențiu (* 1993), rumänischer Biathlet

### Vamb
- Vamberger, Eva (* 1995), slowenische Fußballtorhüterin
- Vamberský, Josef (1878–1939), tschechoslowakischer Brigadegeneral
- Vambersky, Nikolai (* 1997), österreichischer Fußballspieler
- Vámbéry, Hermann (1832–1913), ungarischer Orientalist, Reisender und Geheimagent in britischen DienstenHermann Vámbéry (1832–1913)

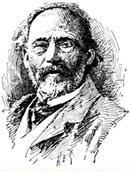
Hermann Vámbéry (1832–1913)

- Vambes de Florimont, Heinrich (1663–1752), bayerischer Generalfeldzeugmeister

### Vamo
- Vámos, Márton (* 1992), ungarischer Wasserballspieler
- Vámos, Miklós (* 1950), ungarischer Schriftsteller und Dramaturg
- Vámos, Petra (* 2000), ungarische Handballspielerin
- Vámos, Youri (* 1946), ungarischer Balletttänzer und -choreograf
- Vamoș, Zoltan (1936–2001), rumänischer Leichtathlet

### Vamp
- Vamp, Mike (* 1966), deutscher DJ und Musikproduzent
- Vampeta (* 1974), brasilianischer Fußballspieler
- Vampiro (* 1967), kanadischer Wrestler
- Vampola, Petr (* 1982), tschechischer Eishockeyspieler

### Vamv
- Vamvakaris, Markos (1905–1972), griechischer Sänger, Komponist und Rembetiko-Interpret
- Vamvas, Neofytos (1776–1855), griechischer Gelehrter, Symbolfigur der Aufklärung in Griechenland